# Демино-Олександрівська сільська рада
Демино-Олександрівська сільська рада — колишній орган місцевого самоврядування у Троїцькому районі Луганської області з адміністративним центром у с. Демино-Олександрівка.

## Загальні відомості
Історична дата утворення: в 1917 році. Водоймища на території, підпорядкованій даній раді: річки Дьомино, Уразово.

## Населені пункти
Сільській раді були підпорядковані населені пункти:
- с. Демино-Олександрівка
- с. Сиротине

## Склад ради
Рада складалася з 16 депутатів та голови.